# TSCニュース
『TSCnews』（ティーエスシーニュース）は、テレビせとうち（TSC）で放送されている報道番組（スポットニュース）。系列の山陽新聞社が配信などの協力している（タイトルクレジットには「協力：山陽新聞社」と併記されている）。
TSCが開局した1985年10月1日から1990年代中頃までは『せとうちニュース』の名称で放送されていた。その後、タイトルを『TSCニュース』→『TSCnews』と変更されて現在に至る。

## 概要
土曜・日曜夕方と日曜夜を除いて、ニュース1本の後に翌日の山陽新聞の朝刊から記事を4つピックアップし、ヘッドライン形式で伝えている。CMを挿んで風景映像をバックにした週間天気予報が流れるが、岡山県（南部・北部）・香川県に加えて広島県の週間天気も併記しているのが特徴である（福山市などの県境地域で視聴できているため）。
担当者は女性アナウンサーの持ち回りとなっており、男性アナウンサーはTSC開局初期を除いて担当していない。

## 主な放送時間
※ 放送時間は2022年（令和4年）4月時点のもの
- 平日
  - 金曜 21:54 - 22:00
  - 月曜～木曜 22:58 - 23:06
- 土日
  - 土曜・日曜 17:25 - 17:30
  - 土曜 21:54 - 22:00
  - 日曜 22:48 - 22:54

- 備考
  - 『TSCナイス5』がスタートする前の1990年3月までは、『せとうちニュース』が平日の夕方ローカルニュースの名称としても使用されていた。
  - かつては2008年3月まで15:55 - 16:00に『ニュース山陽夕刊』として放送されていた（2006年10月 - 2007年3月を除く）。祝日で夕刊が休刊した際には代替としてこの『TSCニュース』を放送していた。その後、『得ナウ』というミニ生活情報番組になったために同時間帯は廃枠。2010年3月に『ザニュースTSC』が『せとうちパレット930』の放送開始に伴う人材確保などのために打ち切りになり、17時台のワイドニュースが廃止されたため、15:30 - 15:35と22時前（水曜・木曜には23時前）のニュース枠で補完されていた。しかし、2012年4月2日から17時台に『news5』を立ち上げてワイドニュースは復活することとなった。

## ニュース配信
2023年2月20日よりgooニュースに、同年2月21日よりYahoo!ニュースにTSCで放送されたニュースをそれぞれ配信している。
配信するのは、原則として夕方放送の『ななスパ///』（月曜 - 木曜）と『ななスパ///BIZ』（金曜）、『TSCnews』（土曜・日曜）に放送されたニュースの一部である（日によっては夜放送の『TSCnews』を配信する場合あり）。ただし、動画配信は行っておらず、全て画像とテキストによる配信となっている。
岡山・香川エリアの放送局でYahoo!ニュースとgooニュースでの配信を開始したのは、KSB・OHK・RSKに続いて4局目である。